# Peter Paul Yelezuome Angkyier
Peter Paul Yelezuome Angkyier (Monyupelle, Nandom, Gana, 26 de novembro de 1961) é um ministro ganense e bispo de Damongo.
Peter Angkyier frequentou a Escola Primária St. Anne em Damongo, depois a Primária Gegenkpe L/A em Nandom, depois a Escola Primária St. Joseph em Tamale. De 1977 a 1982 ele freqüentou o St. Charles Minor Seminary/Secondary School, depois freqüentou a Tamale Secondary School até 1984. Seguiu-se o St. Victor's Major Seminary. Recebeu o Sacramento da Ordem pela Arquidiocese de Tamale em 15 de agosto de 1992. Seu primeiro sacerdócio foi na paróquia de Uganda em Bole em 1992/93, depois veio para St. Anne's em Damongo. Em 3 de fevereiro de 1995, Peter Angkyier foi incardinado no clero da Diocese de Damongo. De janeiro de 1995 a julho de 1996 foi capelão dos estudantes de língua inglesa na Arquidiocese de Viena (Áustria) e desde então fala alemão. De setembro de 1996 a junho de 2000 estudou psicologia em Roma. Ele então trabalhou até 2003 no Seminário Maior do Milênio de St. Augustine em Tamale. De junho de 2002 a fevereiro de 2009 foi Vigário Geral em Damongo.
Em 17 de dezembro de 2010, o Papa Bento XVI o nomeou ao Bispo de Damongo. O Arcebispo de Tamale, Philip Naameh, o consagrou em 25 de março de 2011; Os co-consagradores foram o Bispo de Obuasi, Gabriel Justice Yaw Anokye, e o Bispo de Wa, Paul Bemile.
Peter Paul Angkyier mantém muitos bons contatos fora de sua terra natal, inclusive com a diocese de Münster e a paróquia de Kuchl na Áustria. Ele era um grande jogador de futebol e ainda se descreve como um pastor que cuida de seu povo hoje, na juventude eram cabras e ovelhas.